# Simulium weyeri
Simulium weyeri es una especie de insecto del género Simulium, familia Simuliidae, orden Diptera.

## Distribución
Se distribuye por Tanzania.

## Taxonomía
Fue descrita científicamente por Garms & Hausermann, 1968.